# シャノン・トゥイード
シャノン・リー・トゥイード（Shannon Lee Tweed、1957年3月10日 - ）は、カナダの女優・モデル。 一般大衆向けエロティカ映画の分野では最も成功した女優の1人で、エロティックスリラーのジャンルそのものとセットで記憶されている。夫はロックバンドキッスのジーン・シモンズで、2人の子供がいる。

## 生い立ち
ニューファンドランド・ラブラドール州セントジョンズのミンク牧場主の娘として生まれ、マルクランドのミンク牧場で育った。7人兄弟の3番目の子供で4人の姉妹と2人の兄弟がいる。妹のトレイシー（1965年3月10日 - ）は同じく女優で、シャノンとトレイシーは1993年の映画『ナイト・クライシス』で共演している。また1991年5月号のPLAYBOY誌で一緒に表紙とヌードグラビアページに登場した。トレイシーはシモンズ一家のリアリティ番組『ジーン・シモンズのファミリー・ジュエル』に時折出演している。
父親が自動車事故で重傷を負ったため、回復するまで母親が一人で子供たちを育てる事となった。そのために母親は牧場を売らなければならなかった。彼女は牧場を売った事を夫に話さず、回復した父親がそれを知った時、両親は離婚した。母親は子供たちを連れて自身の故郷であるサスカチュワン州サスカトゥーンに向かった。トゥイードはサスカトゥーンのマウント・ロイヤル・カレッジエイトに通ったが、卒業はしなかった。彼女は若い頃から美人コンテストに熱中していた。1978年にミス・オタワとなり、ミス・カナダ・コンテストで4位に食い込んだ。ミス・カナダ・タレント・コンクールでは優勝している（専門は歌であった）。

## 経歴
カナダのリアリティ・テレビシリーズ『Thrill of a Lifetime』がヒュー・ヘフナーのPLAYBOYのためにポーズをとるようにお膳立てをし、トゥイードは1981年11月号のプレイメイト、更に1982年度のプレイメイト・オブ・ザ・イヤーに選ばれた。当時のサイズは身長178cm、体重58kg、B91-W64-H91cmであった。それ以来トゥイードはB級映画のみならず、HBOのシチュエーション・コメディ『1st and Ten』、CBSプライムタイムの連続ホームドラマ『ファルコン・クレスト』、『そりゃないぜ!? フレイジャー』のゲスト出演などテレビドラマで活躍した。『爆発!デューク』第7シーズンの第2話にも出演している。1985年から87年までNBCの『デイズ・オブ・アワ・ライブス』でサヴァンナ・ワイルダーという役を演じた。
初のメジャー映画出演は1984年のセックス・コメディ『ホットドッグ』であった。 以来トゥイードは1999年にジーン・シモンズがプロデュースした『デトロイト・ロック・シティ』も含め60本以上の映画に出演した。

## 私生活
CFLのラインバッカー、ロン・フォックス（当時オタワ・ラフライダーズ所属）と交際していた。ヒュー・ヘフナーとの短い関係（プレイメイトとして登場し、1982年のプレイメイト・オブ・ザ・イヤーになったのと同時期である）の後、1983年からキッスのジーン・シモンズと同棲を始めた。彼らにはニコラス（1989年1月22日 - ）とソフィー・アレクサンドラ（1992年7月7日 - ）・シモンズという2人の子供がいる。
一家はA&Eテレビのリアリティ番組『ジーン・シモンズのファミリー・ジュエル』に揃って出演している。2011年10月1日、シャノンとシモンズはカリフォルニア州ビバリーヒルズの由緒あるビバリーヒルズ・ホテルで結婚した。

## 主な出演作品

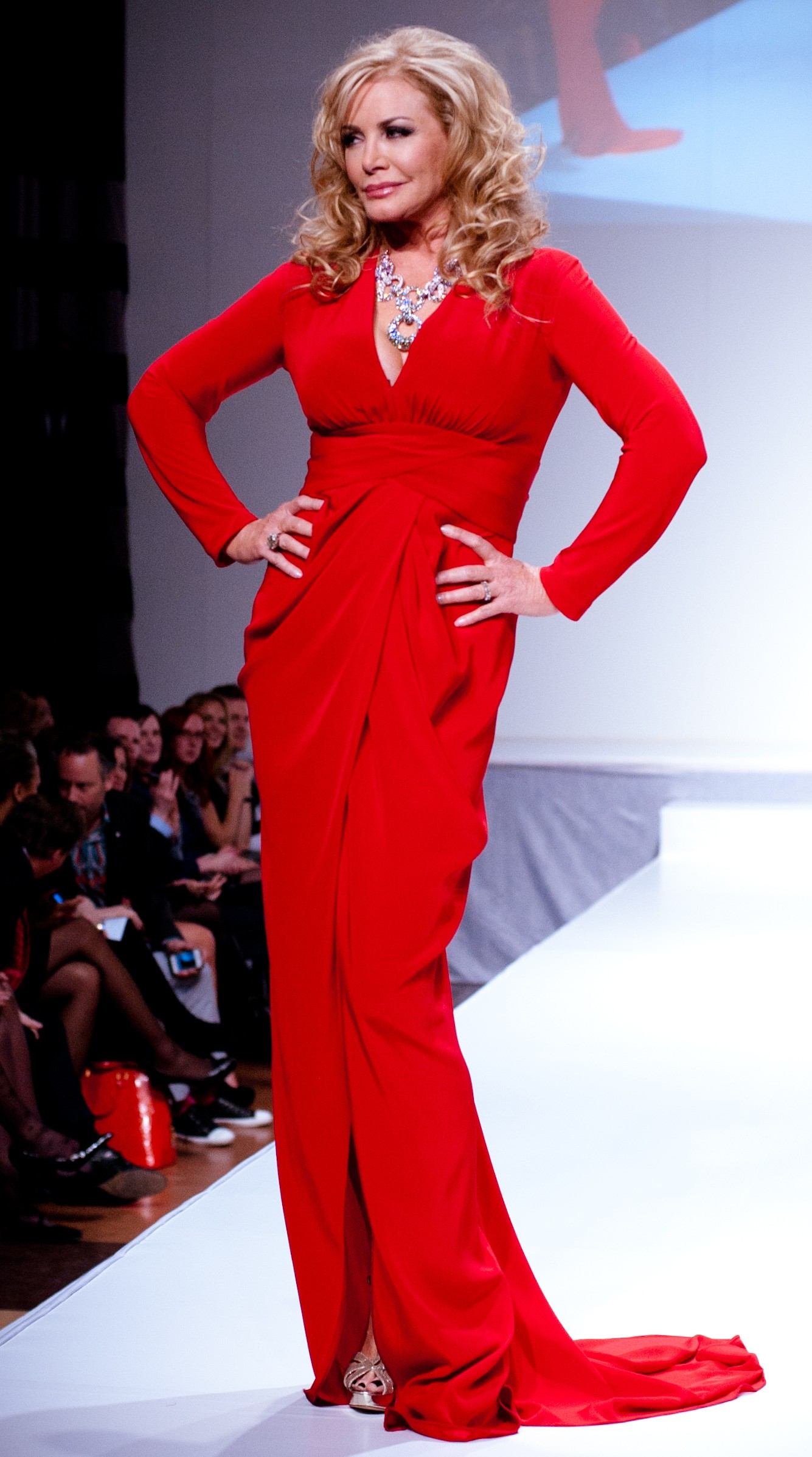
Tweed in the 2012 Heart Truth celebrity fashion show

### 映画
| 公開年 | 邦題 原題                                                                                 | 役名                         | 備考                        |
| ------ | ----------------------------------------------------------------------------------------- | ---------------------------- | --------------------------- |
| 1983   | マッド・ティース Of Unknown Origin                                                        | メグ・ヒューズ               |                             |
| 1984   | ホットドッグ Hot Dog... The Movie!                                                        | シルヴィア・フォンダ         |                             |
| 1984   | 欲望の迷路 The Surrogate                                                                  | リー・ウェイト               |                             |
| 1986   | ミートボール3/魔女と童貞ボーヤ Meatballs III: Summer Job                                  | 愛の女神                     |                             |
| 1987   | ランボー者 Steele Justice                                                                 | アンジェラ                   |                             |
| 1987   | 地獄のエクスタミネーター Code Name Vengeance                                              | サム                         |                             |
| 1988   | 怒りのコマンドー The Firing Line                                                          | サンドラ・スペンサー         |                             |
| 1989   | ジャングル・ウーマン/それ行け男(めん)喰い族 Cannibal Women in the Avocado Jungle of Death | マーゴ・ハント博士           |                             |
| 1989   | 悪魔の事件簿 Night Visitor                                                                | リサ・グレイス               |                             |
| 1989   | リベンジ・アイランド/女コマンド、地獄の復讐! Lethal Woman                                 | トロイ・マカリスター         |                             |
| 1990   | 爆走コップ・タッカー Twisted Justice                                                      | ヒンクル                     |                             |
| 1990   | セクシーナイト In the Cold of the Night                                                   | レナ                         |                             |
| 1991   | コンクリート・ウォー The Last Hour                                                        | スーザン                     |                             |
| 1992   | ミッドナイト ボディガード Night Eyes 2                                                    | マリリン                     |                             |
| 1992   | 殺しの媚薬 Sexual Response                                                                | エヴァ・アンダーソン         | テレビ映画                  |
| 1993   | ナイト・クライシス Night Eyes 3                                                           | ゾーイ・クレアモント         |                             |
| 1994   | レディX/スーパーモデルは昼の顔 Model by Day                                               | シャノン                     | テレビ映画                  |
| 1994   | 罠の女 Scorned                                                                            | パトリシア／アマンダ         |                             |
| 1994   | 夢に抱かれて Illicit Dreams                                                               | モイラ・デイヴィス           |                             |
| 1995   | ハードネス No Contest                                                                     | シャノン・ベル               |                             |
| 1995   | ハーフムーン The Dark Dancer                                                              | マーガレット・シンプソン     |                             |
| 1995   | 不倫法廷2 Body Chemistry IV: Full Exposure                                                | クレア・アーチャー           | オリジナルビデオ作品        |
| 1996   | ボンデージ・エンジェル Electra                                                            | ローナ・ダンカン／エレクトラ |                             |
| 1997   | フル・ブラスト No Contest II                                                              | シャノン・ベル               |                             |
| 1997   | シャドー・ウォリアーズ/地獄の要塞 Shadow Warriors: Assault on Devil's Island              | ハンター・ワイリー           | テレビ映画                  |
| 1998   | ネイキッド・ライズ Naked Lies                                                             | カーラ                       |                             |
| 1999   | インモラル・ラバー/禁断の罪 Forbidden Sins                                                | モーリン・ドハーティ         |                             |
| 1999   | デトロイト・ロック・シティ Detroit Rock City                                              | アマンダ・フィンチ           |                             |
| 1999   | シャドー・ウォリアーズ II/地獄の化学兵器 Shadow Warriors II: Hunt for the Death Merchant  | ハンター・ワイリー           | テレビ映画                  |
| 1999   | パッション・プレイ 巨乳詐欺師の甘い蜜 Powerplay                                           | ジャクリーン・ナイト         | テレビ映画                  |
| 2001   | デッド・セクシー Dead Sexy                                                                | ケイト・マクベイン           | ビデオ映画 出演・製作総指揮 |

### テレビシリーズ
| 放映年    | 邦題 原題                                                         | 役名                     | 備考 |
| --------- | ----------------------------------------------------------------- | ------------------------ | --- |
| 1982-1983 | Falcon Crest                                                      | ディアナ・ハンター       | 21エピソード |
| 1984      | ザ・ヒッチハイカー The Hitchhiker                                 | バーバラ                 | シーズン2、エピソード6、"Videodate" |
| 1985-1986 | デイズ・オブ・アワ・ライブス Days of our Lives                    | サヴァンナ・ワイルダー   | 142エピソード |
| 1987      | 21ジャンプストリート 21 Jump Street                               | ジョディ                 | シーズン2、エピソード9、"The Two That Got Away" |
| 1989-1990 | 1st & Ten                                                         | クリスティ・フルブライト | 24エピソード |
| 1991      | ベイウォッチ Baywatch                                             | アリソン・ファウルズ     | シーズン2、エピソード11『美しき殺人者』 |
| 1995      | ジェシカおばさんの事件簿 Murder, She Wrote                        | パトリシア・レイク       | シーズン11、エピソード15、"Twice Dead" |
| 1995,2001 | そりゃないぜ!? フレイジャー Frasier                               | ハニー・スノウ博士       | シーズン2、エピソード15、"You Scratch My Book..."、 シーズン9、エピソード2、"Don Juan in Hell: Part II"                                                            |
| 1997      | ウイングス Wings                                                  | エミリー・パルマー       | シーズン8、エピソード21、"Oedipus Wrecks" |
| 1997      | 刑事ナッシュ・ブリッジス Nash Bridges                             | ベス                     | 1エピソード |
| 1999      | V.I.P.                                                            | 本人                     | シーズン1、エピソード15、"Val on the Run" |
| 2000-2003 | ザ・パーカーズ The Parkers                                        | ソフィア・ヴァンロー     | シーズン1、エピソード19、"Moving on Out"、シーズン3、エピソード20、"Mother's Day Blues" 2002年 シーズン5、エピソード11、"Out with the Old, in with the New" 2003年 |
| 2002      | My Guide to Becoming a Rock Star                                  | 母                       | 11エピソード |
| 2006-2012 | ジーン・シモンズのファミリー・ジュエル Gene Simmons Family Jewels | 任人                     | 78エピソード |
| 2007      | スポンジ・ボブ SpongeBob SquarePants                              | ママ・フィッシュ         | アニメ、シーズン5、エピソード97a、"20,000 Patties Under the Sea"                                                                                                   |
| 2010      | ユナイテッド・ステイツ・オブ・タラ United States of Tara          | ナターシャ               | シーズン2、エピソード7、"Dept. of F'd Up Family Services" |